# Vacina contra a malária

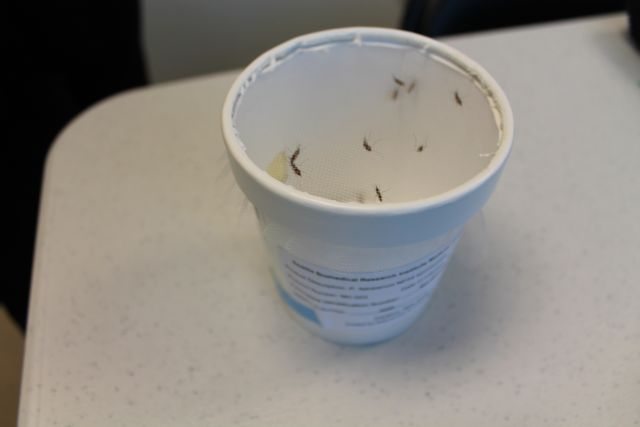
Mosquitos infectados por malária, que infectarão um voluntário num teste clínico.

A vacina contra a malária é uma vacina destinada a prevenir a malária, doença parasitória transmitida pelas fêmeas infectadas do mosquito Anopheles. A única vacina aprovada a partir de 2015 é a RTS,S, conhecida pelo nome comercial Mosquirix. Requer quatro injeções e tem uma eficácia relativamente baixa. Devido a essa baixa eficácia, a Organização Mundial da Saúde (OMS) não recomenda o uso rotineiro da vacina RTS,S em bebês entre 6 e 12 semanas de idade.
Um programa de implementação liderado pela OMS está testando a vacina em três países com alto índice de malária na África em 2019. A primeira fase do projeto, coberta por doações da Unitaid, Gavi e do Fundo Global, está planejada para estabelecer a viabilidade, o impacto e a segurança do RTS,S, quando usado como parte de um programa de imunização de rotina. A pesquisa continua com proteínas recombinantes e vacinas atenuadas para todo o organismo.

## Vacinas aprovadas
Ao final de 2022, nenhuma vacina contra a malária havia sido aprovada no Brasil ainda.

### RTS,S

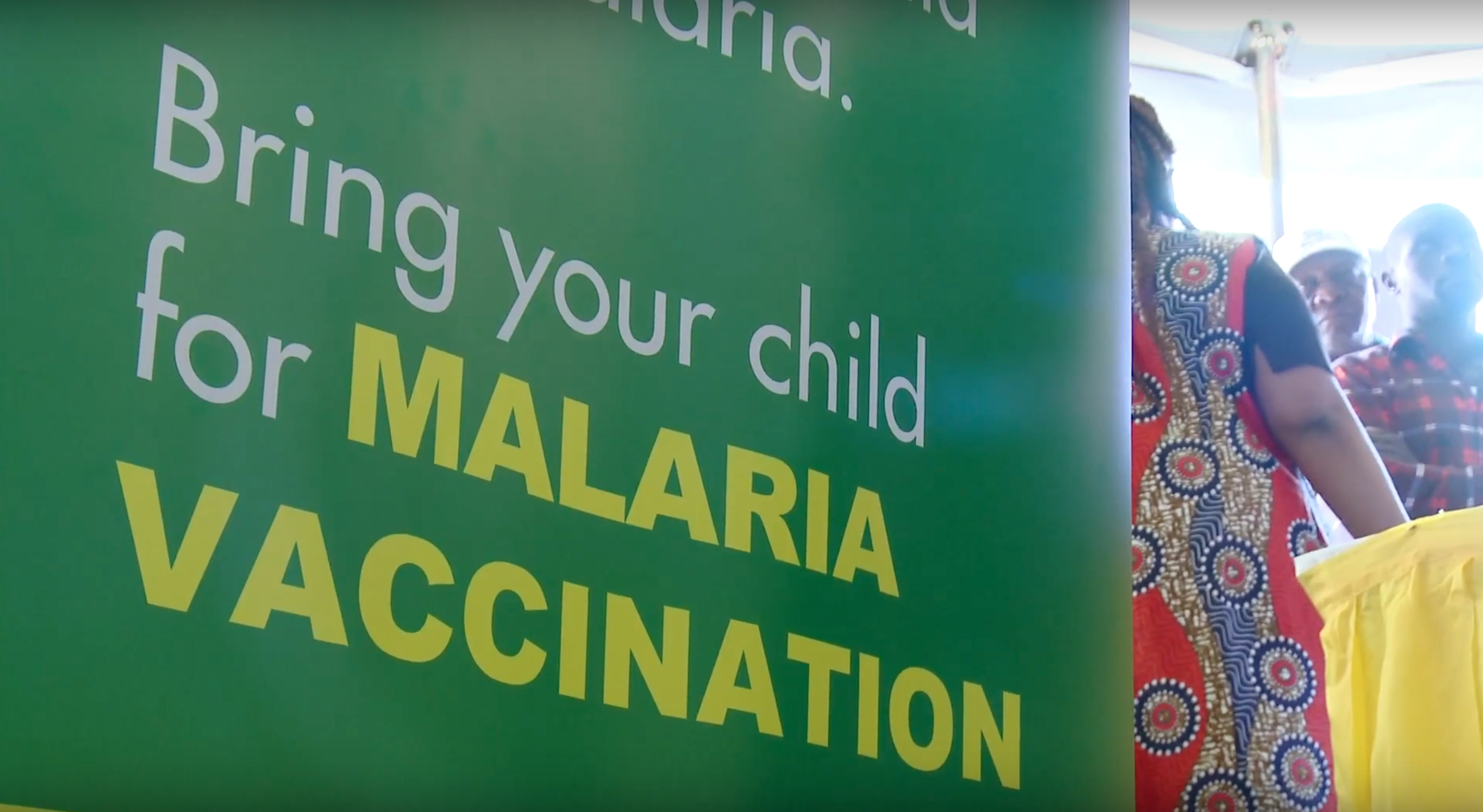
Pôster da vacina RTS,S em outubro de 2021.

O RTS,S (desenvolvido pela PATH Malaria Vaccine Initiative (MVI) e GlaxoSmithKline (GSK) com o apoio da Fundação Bill e Melinda Gates) é a vacina recombinante mais recentemente desenvolvida. Consiste na proteína circunsporozoíta de P. falciparum (CSP) da fase pré-eritrocítica. O antígeno CSP causa a produção de anticorpos capazes de impedir a invasão de hepatócitos e, além disso, provoca uma resposta celular que permite a destruição de hepatócitos infectados. A vacina CSP apresentou problemas nos ensaios devido à sua baixa imunogenicidade. O RTS,S tentou evitá-los fundindo a proteína com um antígeno de superfície da hepatite B, criando assim uma vacina mais potente e imunogênica. Quando testada em ensaios com uma emulsão de óleo em água e os adjuvantes adicionados de monofosforil A e QS21 (SBAS2), a vacina deu imunidade protetora a 7 em cada 8 voluntários quando desafiados com P. falciparum.
RTS,S/AS01 (nome comercial Mosquirix), foi projetado usando genes da proteína externa do parasita da malária P. falciparum e uma porção de um vírus da hepatite B, além de um adjuvante químico para aumentar a resposta imune. A infecção é evitada através da indução de altos títulos de anticorpos que impedem o parasita de infectar o fígado. Em novembro de 2012, um estudo de fase III do RTS,S descobriu que fornecia proteção modesta contra a malária clínica e grave em crianças pequenas.
Desde outubro de 2013, resultados preliminares de um ensaio clínico de fase III indicaram que o RTS,S/AS01 reduziu o número de casos entre crianças pequenas em quase 50% e entre bebês em cerca de 25%. O estudo terminou em 2014. Os efeitos de uma dose de reforço foram positivos, embora a eficácia geral pareça diminuir com o tempo. Após quatro anos, as reduções foram de 36% nas crianças que receberam três doses e uma dose de reforço. A falta da dose de reforço reduziu a eficácia contra a malária grave a um efeito desprezível. A vacina mostrou-se menos eficaz para bebês. Três doses da vacina mais um reforço reduziram o risco de episódios clínicos em 26% em três anos, mas não ofereceram proteção significativa contra a malária grave. Em uma tentativa de acomodar um grupo maior e garantir uma disponibilidade sustentada ao público em geral, a GSK solicitou uma licença de marketing junto à Agência Europeia de Medicamentos (EMA) em julho de 2014. A GSK tratou o projeto como uma iniciativa sem fins lucrativos, com a maioria dos fundos provenientes da Fundação Gates, uma das principais contribuintes para a erradicação da malária.
Em 24 de julho de 2015, Mosquirix recebeu um parecer positivo da EMA sobre a proposta da vacina a ser usada para vacinar crianças de 6 semanas a 17 meses fora da União Europeia. Em outubro de 2021, a vacina foi aprovada pela Organização Mundial da Saúde (OMS) para "amplo uso" em crianças, tornando-se a primeira vacina candidata contra malária a receber esta recomendação.

## Considerações
A tarefa de desenvolver uma vacina preventiva contra a malária é um processo complexo. Há várias considerações a serem feitas com relação a qual estratégia uma potencial vacina deve adotar.

### Diversidade de parasitas
P. falciparum demonstrou a capacidade, através do desenvolvimento de vários parasitas resistentes a medicamentos, para mudanças evolutivas. A espécie Plasmodium possui uma taxa de replicação muito alta, muito superior à que é realmente necessária para garantir a transmissão no ciclo de vida do parasita. Isso permite que tratamentos farmacêuticos eficazes na redução da taxa de reprodução, mas não a interrompam, exerçam uma alta pressão de seleção, favorecendo o desenvolvimento de resistência. O processo de mudança evolutiva é uma das principais considerações necessárias ao considerar possíveis candidatos a vacina. O desenvolvimento de resistência pode causar uma redução significativa na eficácia de qualquer vacina potencial, tornando inútil um tratamento cuidadosamente desenvolvido e eficaz.

### Optando por resolver o sintoma ou a fonte
O parasita induz dois tipos principais de resposta do sistema imunológico humano. Estes são imunidade antiparasitária e imunidade antitóxica.
- "Imunidade antiparasitária" aborda a fonte; consiste em uma resposta de anticorpos (imunidade humoral) e uma resposta imune mediada por células. Idealmente, uma vacina permitiria o desenvolvimento de anticorpos anti-plasmodiais , além de gerar uma resposta mediada por células elevada. Antígenos potenciais contra os quais uma vacina poderia ser direcionada serão discutidos em maior profundidade posteriormente. Os anticorpos fazem parte da resposta imune específica. Eles exercem seu efeito ativando a cascata do complemento, estimulando as células fagocíticas à endocitose através da adesão a uma superfície externa das substâncias antigênicas, marcando-a como ofensiva. A imunidade humoral ou mediada por células consiste em muitos mecanismos de interligação que visam essencialmente impedir a infecção de entrar no corpo (através de barreiras externas ou ambientes internos hostis) e, em seguida, matar quaisquer microorganismos ou partículas estranhas que tenham sucesso na penetração. O componente mediado por células consiste em muitos glóbulos brancos (como monócitos, neutrófilos, macrófagos, linfócitos, basófilos, mastócitos, células matadoras naturais e eosinófilos) que têm como alvo corpos estranhos por uma variedade de mecanismos diferentes. No caso da malária, ambos os sistemas seriam direcionados para tentar aumentar a resposta potencial gerada, garantindo assim a chance máxima de prevenir a doença.[carece de fontes?]
- "Imunidade antitóxica" aborda os sintomas; refere-se à supressão da resposta imune associada à produção de fatores que induzem sintomas ou reduzem o efeito que quaisquer subprodutos tóxicos (da presença de microrganismos) têm no desenvolvimento da doença. Por exemplo, foi demonstrado que o fator de necrose tumoral alfa tem um papel central na geração dos sintomas experimentados na malária grave por P. falciparum. Assim, uma vacina terapêutica poderia ter como alvo a produção de TNF-a, prevenindo problemas respiratórios e sintomas cerebrais. Essa abordagem tem sérias limitações, pois não reduziria a carga parasitária; pelo contrário, apenas reduz a patologia associada. Como resultado, existem dificuldades substanciais na avaliação da eficácia em ensaios em humanos.

Levando essas informações em consideração, um candidato ideal à vacina tentaria gerar uma resposta mediada por células e anticorpos mais substancial na apresentação do parasita. Isso teria o benefício de aumentar a taxa de eliminação do parasita, reduzindo assim os sintomas experimentados e fornecendo um nível de imunidade futura consistente contra o parasita.

### Alvos potenciais
| Alvos potenciais de vacina no ciclo de vida da malária (Doolan e Hoffman) | Alvos potenciais de vacina no ciclo de vida da malária (Doolan e Hoffman)                                                                        |
| Estágio parasita                                                          | Alvo |
| ------------------------------------------------------------------------- | --- |
| Esporozoito                                                               | Invasão de hepatócitos; anti-esorozito direto |
| Hepatozoito                                                               | Anti-hepatozoito direto. |
| Eritrocítico assexuado                                                    | Eritrócito anti-hospedeiro, anticorpos bloqueando a invasão; ligando anti-receptor, toxina anti-solúvel                                          |
| Gametócitos                                                               | Anti-gametócito. Eritrócito anti-hospedeiro, anticorpos bloqueando a fertilização, anticorpos bloqueando a saída do intestino médio do mosquito. |

Por sua própria natureza, os protozoários são organismos mais complexos que bactérias e vírus, com estruturas e ciclos de vida mais complicados. Isso apresenta problemas no desenvolvimento da vacina, mas também aumenta o número de alvos em potencial para uma vacina. Estes foram resumidos no estágio do ciclo de vida e nos anticorpos que poderiam potencialmente provocar uma resposta imune.
A epidemiologia da malária varia enormemente em todo o mundo e levou à crença de que pode ser necessário adotar estratégias muito diferentes de desenvolvimento de vacinas para atingir as diferentes populações. Uma vacina do tipo 1 é sugerida para aqueles expostos principalmente à malária por P. falciparum na África subsaariana, com o objetivo principal de reduzir o número de casos graves de malária e mortes em bebês e crianças expostas a altas taxas de transmissão. A vacina do tipo 2 pode ser considerada uma vacina de 'viajantes', com o objetivo de prevenir todos os casos de sintomas clínicos em indivíduos sem exposição prévia. Esse é outro grande problema de saúde pública, com a malária se apresentando como uma das ameaças mais substanciais à saúde dos viajantes. Os problemas com as terapias farmacêuticas disponíveis atualmente incluem custos, disponibilidade, efeitos adversos e contra-indicações, inconveniência e conformidade, muitos dos quais seriam reduzidos ou eliminados completamente se uma vacina eficaz (superior a 85-90%) fosse desenvolvida.[carece de fontes?]
O ciclo de vida do parasita da malária é particularmente complexo, apresentando problemas iniciais de desenvolvimento. Apesar do grande número de vacinas disponíveis no momento, não há nenhuma que atinja infecções parasitárias. Os distintos estágios de desenvolvimento envolvidos no ciclo de vida apresentam inúmeras oportunidades para atingir antígenos, potencialmente provocando uma resposta imune. Teoricamente, cada estágio do desenvolvimento poderia ter uma vacina desenvolvida especificamente para atingir o parasita. Além disso, qualquer vacina produzida teria, idealmente, a capacidade de ter valor terapêutico, além de impedir transmissão adicional e provavelmente consistirá em uma combinação de antígenos de diferentes fases do desenvolvimento do parasita. Atualmente, mais de 30 desses antígenos estão sendo pesquisados por equipes de todo o mundo, na esperança de identificar uma combinação que possa provocar imunidade no indivíduo inoculado. Algumas das abordagens envolvem expressão superficial do antígeno, efeitos inibitórios de anticorpos específicos no ciclo de vida e efeitos protetores por imunização ou transferência passiva de anticorpos entre um hospedeiro imune e um não imune. A maioria das pesquisas sobre vacinas contra a malária se concentrou na cepa de Plasmodium falciparum devido à alta mortalidade causada pelo parasita e à facilidade de realizar estudos in vitro/in vivo. As primeiras vacinas tentaram usar a proteína parasita circunsporozoite (CS). Este é o antígeno de superfície mais dominante da fase pré-eritrocítica inicial. No entanto, foram encontrados problemas devido à baixa eficácia, reatogenicidade e baixa imunogenicidade.[carece de fontes?]
- O estágio inicial do ciclo de vida, após a inoculação, é uma fase "pré-eritrocítica" ou "hepática" relativamente curta. Uma vacina nesse estágio deve ter a capacidade de proteger contra esporozoítos invadindo e possivelmente inibindo o desenvolvimento de parasitas nos hepatócitos (através da indução de linfócitos T citotóxicos que podem destruir as células hepáticas infectadas). No entanto, se algum esporozoíti evadisse o sistema imunológico, teria o potencial de ser sintomático e causar a doença clínica.
- A segunda fase do ciclo de vida é a fase "eritrocítica" ou sanguínea. Uma vacina aqui pode impedir a multiplicação de merozoítos ou a invasão de glóbulos vermelhos. Essa abordagem é complicada pela falta de expressão da molécula de MHC na superfície dos eritrócitos. Em vez disso, os antígenos da malária são expressos, e é nesse sentido que os anticorpos podem ser potencialmente direcionados. Outra abordagem seria tentar bloquear o processo de adesão dos eritrócitos às paredes dos vasos sanguíneos. Pensa-se que esse processo seja responsável por grande parte da síndrome clínica associada à infecção por malária; portanto, uma vacina administrada durante esse estágio seria terapêutica e, portanto, administrada durante episódios clínicos para evitar deterioração adicional.
- A última fase do ciclo de vida que tem o potencial de ser alvo de uma vacina é o "estágio sexual". Isso não traria nenhum benefício protetor ao indivíduo inoculado, mas impediria a transmissão adicional do parasita, impedindo que os gametócitos produzissem múltiplos esporozoítos na parede intestinal do mosquito. Seria, portanto, usado como parte de uma política direcionada à eliminação do parasita de áreas de baixa prevalência ou para impedir o desenvolvimento e a disseminação de parasitas resistentes à vacina. Esse tipo de vacina bloqueadora de transmissão é potencialmente muito importante. A evolução da resistência no parasita da malária ocorre muito rapidamente, potencialmente tornando qualquer vacina redundante dentro de algumas gerações. Esta abordagem para a prevenção da propagação é, portanto, essencial.
- Outra abordagem é direcionar as proteínas cinases, que estão presentes durante todo o ciclo de vida do parasita da malária. Há pesquisas em andamento, mas a produção de uma vacina real direcionada a essas proteínas cinases ainda pode levar muito tempo.[18]
- O relatório de um novo candidato à vacina capaz de neutralizar todas as cepas testadas de Plasmodium falciparum, a forma mais mortal do parasita causador da malária, foi publicado na Nature Communications por uma equipe de cientistas da Universidade de Oxford.[19] Verificou-se que a vacina vetorizada viral, direcionada a um homólogo de proteína 5 de ligação a reticulócitos de P. falciparum (PfRH5), induzia uma resposta de anticorpos em um modelo animal. Os resultados desta nova vacina confirmaram a utilidade de uma descoberta importante relatada por cientistas do Instituto Wellcome Trust Sanger, publicado na Nature.[20] A publicação anterior relatou que P. falciparum depende de um receptor de superfície de glóbulos vermelhos, conhecido como 'basigin', para invadir as células, ligando uma proteína PfRH5 ao receptor.[20] Ao contrário de outros antígenos do parasita da malária que geralmente são geneticamente diversos, o antígeno PfRH5 parece ter pouca diversidade genética. Verificou-se que induz uma resposta de anticorpos muito baixa em pessoas naturalmente expostas ao parasita.[19] A alta suscetibilidade de PfRH5 ao anticorpo induzido por vacina neutralizadora de cepa cruzada demonstrou uma promessa significativa para a prevenção da malária na longa e muitas vezes difícil estrada do desenvolvimento da vacina. Segundo o professor Adrian Hill, pesquisador sênior da Wellcome Trust na Universidade de Oxford, o próximo passo serão os testes de segurança dessa vacina. Se for bem-sucedido, os ensaios clínicos em pacientes poderão começar nos próximos dois a três anos.[21]
- PfEMP1, uma das proteínas conhecidas como antígenos de superfície variantes (VSAs) produzidas por Plasmodium falciparum, foi considerado um dos principais alvos da resposta do sistema imunológico contra o parasita. Estudos de amostras de sangue de 296 crianças, principalmente quenianas, por pesquisadores do Burnet Institute e seus colaboradores mostraram que os anticorpos contra o PfEMP1 fornecem imunidade protetora, enquanto os anticorpos desenvolvidos contra outros antígenos de superfície não. Seus resultados demonstraram que o PfEMP1 poderia ser um alvo para o desenvolvimento de uma vacina eficaz que reduzirá o risco de desenvolver malária.[22][23]
- Plasmodium vivax é a espécie comum da malária encontrada na Índia, sudeste da Ásia e América do Sul. É capaz de permanecer inativo no fígado e ressurgir anos depois para provocar novas infecções. Duas proteínas-chave envolvidas na invasão dos glóbulos vermelhos (RBC) por P. vivax são alvos potenciais para o desenvolvimento de medicamentos ou vacinas. Quando a proteína de ligação Duffy (DBP) de P. vivax liga o antígeno Duffy (DARC) na superfície da RBC, é iniciado o processo para que o parasita entre na RBC. Estruturas da região central do DARC e da bolsa de ligação ao receptor do DBP foram mapeadas por cientistas da Universidade de Washington em St. Louis. Os pesquisadores descobriram que a ligação é um processo de duas etapas que envolve duas cópias da proteína do parasita agindo juntas como um par de pinças que 'prendem' duas cópias do DARC. Os anticorpos que interferem na ligação, visando a região chave do DARC ou o DBP, impedirão a infecção.[24][25]
- Verificou-se que os anticorpos contra o Antígeno Schizont Egress-1 (PfSEA-1) desativam a capacidade do parasita de se romper a partir dos glóbulos vermelhos infectados (RBCs), impedindo assim que ele continue com seu ciclo de vida. Pesquisadores do Hospital Rhode Island identificaram o Plasmodium falciparum PfSEA-1, um antígeno da malária de 244 kd expresso nas hemácias infectadas com esquizonte. Os ratinhos vacinados com o PfSEA-1 recombinante produziram anticorpos que interromperam a ruptura do esquizonte a partir das hemácias e diminuíram a replicação do parasita. A vacina protegeu os camundongos do desafio letal do parasita. Descobriu-se que crianças da Tanzânia e do Quênia que possuem anticorpos contra o PfSEA-1 têm menos parasitas na corrente sanguínea e casos mais leves de malária. Ao bloquear a saída de esquizonte, a vacina PfSEA-1 pode funcionar em sinergia com as vacinas direcionadas aos outros estágios do ciclo de vida da malária, como invasão de hepatócitos e RBC.[26][27]

### Mistura de componentes antigênicos
O aumento da imunidade potencial gerada contra o Plasmodia pode ser alcançado ao tentar atingir várias fases do ciclo de vida. Isso também é benéfico na redução da possibilidade de desenvolvimento de parasitas resistentes. O uso de antígenos de múltiplos parasitas pode, portanto, ter um efeito sinérgico ou aditivo.
Um dos candidatos a vacina mais bem-sucedidos atualmente em ensaios clínicos consiste em proteínas antigênicas recombinantes da proteína circunsporozoíta. (Isso é discutido com mais detalhes abaixo.)

### Sistema de entrega
A seleção de um sistema apropriado é fundamental em todo o desenvolvimento da vacina, mas principalmente no caso da malária. Uma vacina direcionada a vários antígenos pode exigir a entrega em diferentes áreas e por diferentes meios, a fim de obter uma resposta eficaz. Alguns adjuvantes podem direcionar a vacina para o tipo de célula especificamente direcionada - por exemplo, o uso do vírus da hepatite B na vacina RTS,S para direcionar hepatócitos infectados - mas em outros casos, principalmente ao usar vacinas antigênicas combinadas, essa abordagem é muito complexa. Alguns métodos que foram tentados incluem o uso de duas vacinas, uma direcionada para gerar uma resposta sanguínea e a outra uma resposta no estágio hepático. Essas duas vacinas podem então ser injetadas em dois locais diferentes, permitindo assim o uso de um sistema de entrega mais específico e potencialmente eficaz.
Para aumentar, acelerar ou modificar o desenvolvimento de uma resposta imune a uma candidata a vacina, muitas vezes é necessário combinar a substância antigênica a ser entregue com um adjuvante ou sistema de entrega especializado. Esses termos são frequentemente usados de forma intercambiável em relação ao desenvolvimento da vacina; no entanto, na maioria dos casos, uma distinção pode ser feita. Um adjuvante é tipicamente considerado uma substância usada em combinação com o antígeno para produzir uma resposta imune mais substancial e robusta do que aquela provocada apenas pelo antígeno. Isso é alcançado através de três mecanismos: afetando a entrega e apresentação de antígenos, induzindo a produção de citocinas imunomoduladoras e afetando as células apresentadoras de antígenos (APC). Os adjuvantes podem consistir em muitos materiais diferentes, desde micropartículas celulares a outros sistemas de distribuição de partículas (por exemplo, lipossomas).
Os adjuvantes são cruciais para afetar a especificidade e o isótipo dos anticorpos necessários. Pensa-se que eles são capazes de potencializar o vínculo entre as respostas imunes inatas e adaptativas. Devido à natureza diversa das substâncias que potencialmente podem ter esse efeito no sistema imunológico, é difícil classificar adjuvantes em grupos específicos. Na maioria das circunstâncias, eles consistem em componentes facilmente identificáveis de microrganismos que são reconhecidos pelas células do sistema imunológico inato. O papel dos sistemas de administração é primariamente direcionar o adjuvante e o antígeno escolhidos para as células alvo para tentar aumentar ainda mais a eficácia da vacina, agindo sinergicamente com o adjuvante.
Existe uma preocupação crescente de que o uso de adjuvantes muito potentes possa precipitar respostas autoimunes, tornando imperativo que a vacina seja focada apenas nas células alvo. Sistemas de administração específicos podem reduzir esse risco limitando a toxicidade potencial e a distribuição sistêmica dos adjuvantes recém-desenvolvidos.
Os estudos sobre a eficácia das vacinas contra a malária desenvolvidos até o momento ilustraram que a presença de um adjuvante é essencial para determinar qualquer proteção obtida contra a malária. Um grande número de adjuvantes naturais e sintéticos foram identificados ao longo da história do desenvolvimento da vacina. As opções identificadas até agora para uso combinado com uma vacina contra a malária incluem paredes celulares de micobactérias, lipossomas, monofosforil lipídeo A e esqualeno.

## Agentes em desenvolvimento
Uma vacina completamente eficaz ainda não está disponível para a malária, embora várias vacinas estejam em desenvolvimento. O SPf66, uma vacina sintética à base de peptídeos desenvolvida pela equipe de Manuel Elkin Patarroyo na Colômbia, foi testada extensivamente em áreas endêmicas na década de 1990, mas os ensaios clínicos mostraram que ela é insuficientemente eficaz, 28% de eficácia na América do Sul e mínima ou nenhuma eficácia na África. Outros candidatos a vacinas, direcionados ao estágio sanguíneo do ciclo de vida do parasita, também foram insuficientes por si próprios. Várias vacinas em potencial direcionadas ao estágio pré-eritrocítico estão sendo desenvolvidas, com RTS,S mostrando os resultados mais promissores até o momento.,
- O CSP (Circum-Sporozoite Protein) foi uma vacina desenvolvida que inicialmente parecia promissora o suficiente para ser testada. Também é baseado na proteína circunsporozoíta, mas possui adicionalmente a proteína 2-Leu-Arg (R32LR) recombinante (Asn-Ala-Pro15Asn-Val-Asp-Pro) ligada covalentemente a uma toxina purificada de Pseudomonas aeruginosa (A9). No entanto, numa fase inicial, foi demonstrada uma completa falta de imunidade protetora naqueles inoculados. O grupo de estudo usado no Quênia teve 82% de incidência de parasitemia, enquanto o grupo controle teve apenas 89%. A vacina destinada a causar um aumento da resposta de linfócitos T nas pessoas expostas, isso também não foi observado.[carece de fontes?]
- Em 1995, um teste de campo envolvendo [NANP] 19-5.1 provou ser muito bem-sucedido. Das 194 crianças vacinadas, nenhuma desenvolveu malária sintomática no período de acompanhamento de 12 semanas e apenas 8 falharam em apresentar níveis mais altos de anticorpos. A vacina consiste na proteína de exportação de esquizonte (5.1) e 19 repetições da proteína de superfície do esporozoito [NANP]. Existem limitações da tecnologia, pois contém apenas 20% de peptídeo e apresenta baixos níveis de imunogenicidade. Também não contém epítopos de células T imunodominantes.[32]

### Melhoramento de nanopartículas de RTS,S
Em 2015, os pesquisadores usaram uma tecnologia repetitiva de exibição de antígenos para projetar uma nanopartícula que exibia epítopos específicos de células B e células T da malária. A partícula exibia simetria icosaédrica e carregava em sua superfície até 60 cópias da proteína RTS,S. Os pesquisadores afirmaram que a densidade da proteína era muito superior aos 14% da vacina GSK.

### Vacina PfSPZ
A vacina PfSPZ é uma vacina candidata à malária desenvolvida pela Sanaria usando esporozoítos atenuados por radiação para provocar uma resposta imune. Os ensaios clínicos têm sido promissores, com ensaios na África, Europa e EUA, protegendo mais de 80% dos voluntários.[carece de fontes?]Tem sido sujeita a alguma crítica sobre a viabilidade final de produção em larga escala e de entrega na África, uma vez que têm de ser armazenados em azoto líquido.
O candidato à vacina PfSPZ recebeu uma designação rápida pela Food and Drug Administration dos EUA em setembro de 2016.

## História
Indivíduos expostos ao parasita em países endêmicos desenvolvem imunidade adquirida contra doenças e morte. Essa imunidade, no entanto, não impede a infecção da malária; indivíduos imunes freqüentemente abrigam parasitas assintomáticos no sangue. No entanto, isso implica que é possível criar uma resposta imune que proteja contra os efeitos nocivos do parasita.
Pesquisas mostram que, se a imunoglobulina é retirada de adultos imunes, purificada e depois administrada a indivíduos que não têm imunidade protetora, é possível obter alguma proteção.

### Mosquitos irradiados
Em 1967, foi relatado que um nível de imunidade ao parasita Plasmodium berghei poderia ser administrado a camundongos, expondo-os a esporozoítos irradiados por raios-x. Estudos humanos subsequentes na década de 1970 mostraram que os seres humanos poderiam ser imunizados contra o Plasmodium vivax e o Plasmodium falciparum, expondo-os às picadas de um número significativo de mosquitos irradiados.

De 1989 a 1999, onze voluntários recrutados no Serviço de Saúde Pública dos Estados Unidos, no Exército dos Estados Unidos e na Marinha dos Estados Unidos foram imunizados contra Plasmodium falciparum pelas picadas de 1001 a 2927 mosquitos que foram irradiados com 15.000 rads de raios gama de uma fonte Co-60 ou Cs-137. Esse nível de radiação é suficiente para atenuar os parasitas da malária, de modo que, embora ainda possam entrar nas células hepáticas, não possam se desenvolver em esquizontes nem infectar os glóbulos vermelhos. Durante um período de 42 semanas, 24 dos 26 testes realizados com voluntários mostraram que estavam protegidos da malária.